# Панютино (Сокольский район)
Панютино — деревня в Сокольском районе Вологодской области на реке Бохтюга.
Входит в состав Нестеровского сельского поселения, с точки зрения административно-территориального деления — в Нестеровский сельсовет.
Расстояние по автодороге до районного центра Сокола — 34 км, до центра муниципального образования Нестерова — 3,5 км. Ближайшие населённые пункты — Решетниково, Марфинское, Копытово.
По переписи 2002 года население — 2 человека.